# Anolis barkeri
Anolis barkeri (аноліс Бейкера) — вид ігуаноподібних ящірок родини анолісових (Dactyloidae). Ендемік Мексики.

## Поширення і екологія
Аноліси Бейкера поширені від регіону Лос-Тустлас в штаті Веракрус на південь до гір на перешийку Теуантепек в штаті Оахака та на схід до північних схилів гір Сьєрра-Мадре-де-Чіапас в штаті Чіапас. Вони живуть у вологих тропічних лісах, на висоті до 500 м над рівнем моря.

## Збереження
МСОП класифікує цей вид як вразливий. Anolis barkeri загрожує знищення природного середовища.